# Крупецкий район
Крупецкий район — административно-территориальная единица в составе Курской области РСФСР, существовавшая в 1935—1963 годах. Административный центр — село Крупец.

## Население
По данным переписи 1939 года в Крупецком районе проживало 37 876 чел., в том числе русские — 98,7 %. По данным переписи 1959 года в Крупецком районе проживало 27 341 чел..

## История
Крупецкий район был образован в 1935 году в составе Курской области.
По данным 1940 года район включал 13 сельсоветов: Акимовский, Больше-Гнеушевский, Бороновский, Козинский, Крупецкий, Кулемзинский, Локотский, Михайловский, Нехаевский, Никольниковский, Поповкинский, Студеновский и Щекинский.
1 февраля 1963 года Крупецкий район был упразднён, а его территория передана в Рыльский район.